# Fritillaria ayakoana
Fritillaria ayakoana là một loài thực vật có hoa trong họ Liliaceae. Loài này được Maruy. & Naruh. miêu tả khoa học đầu tiên năm 1979.